# Valea Siliștii, Argeș
Valea Siliștii este un sat în comuna Aninoasa din județul Argeș, Muntenia, România.